# Patrick Brompton
Patrick Brompton – wieś w Anglii, w hrabstwie North Yorkshire, w dystrykcie (unitary authority) North Yorkshire. Leży 55 km na północny zachód od miasta York i 328 km na północ od Londynu.